# Boudewijn van Eenennaam

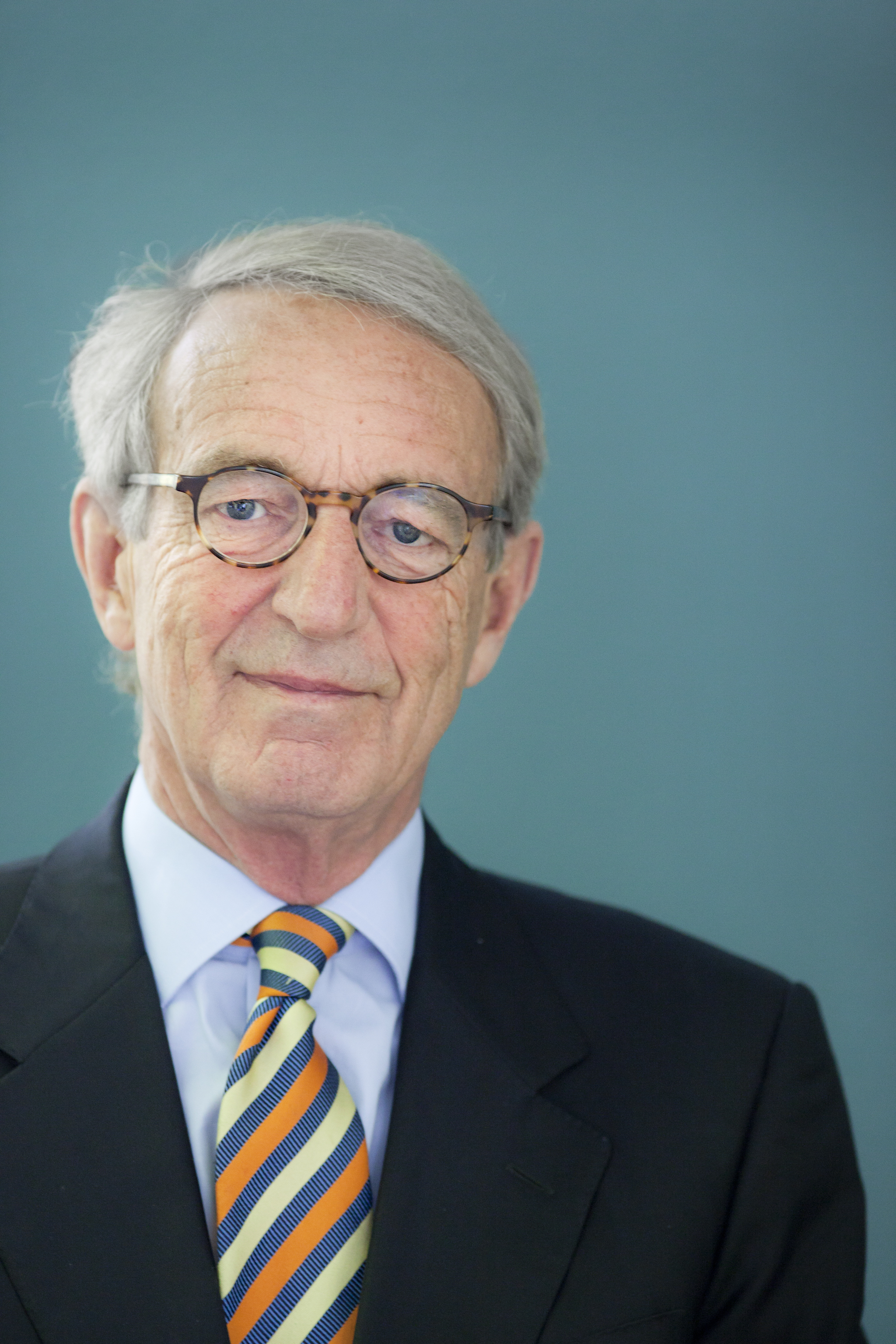
Boudewijn van Eenennaam

Boudewijn Johannes van Eenennaam (Rotterdam, 30 december 1946) was ambassadeur bij de Permanente Vertegenwoordiging van Nederland bij de Verenigde Naties in Genève tot december 2011 toen hij werd opgevolgd door Roderick van Schreven. Op dit moment is hij werkzaam voor The Hague Institute for Global Justice als ambassadeur voor internationale relaties en acquisitie.

## Carrière
Van Eenennaam studeerde van 1967 tot 1973 rechten aan de Rijksuniversiteit Leiden en trad daarna in dienst van het Nederlandse Ministerie van Buitenlandse Zaken. Na 11 jaar op het ministerie in Den Haag te hebben gewerkt vertrok hij in 1984 naar de Nederlandse Ambassade in Washington. In 1988 werd hij politiek adviseur bij de Nederlandse Permanente Vertegenwoordiging bij de NAVO in Brussel.
Na diverse functies binnen het ministerie werd hij in 1993 plaatsvervangend directeur-generaal politieke zaken op het Ministerie en in 1997 werd hij directeur-generaal politieke zaken. In maart 2002 werd hij benoemd tot ambassadeur in Washington (Verenigde Staten) waar hij tot de zomer van 2006 werkte toen hij werd overgeplaatst naar Genève als ambassadeur bij de Permanente Vertegenwoordiging van Nederland bij de Verenigde Naties. Eind 2011 vertrok hij uit Genève om in april 2012 te starten bij The Hague Institute for Global Justice.